# Vestigingswetgeving voor apotheken in België
In België is het aantal voor het publiek opengestelde apotheken beperkt. 
Op 17 december 1973 werd de Wet op de Uitoefening van de Geneeskunst gewijzigd. Op grond van de nieuwe bepaling werd op 
25 september 1974 een Koninklijk Besluit uitgevaardigd betreffende de opening, de overbrenging en de fusie van voor het publiek opengestelde apotheken. 
Sinds enkele jaren is het maximaal aantal bereikt. Er worden dus geen vergunningen meer uitgereikt.
Het aantal officina's in een gemeente hangt af van het aantal inwoners:
- In landelijke gebieden (gemeenten tot 10.000 inwoners) is er één apotheek per 2500 inwoners.
- In stedelijke gebieden (gemeenten vanaf 100.000 inwoners) is er één apotheek per 1000 inwoners.